# 大犹太会堂 (比尔森)
大犹太会堂（捷克語：Velká Synagoga）位于捷克比尔森，是欧洲第二大犹太会堂。
最初维也纳建筑师弗莱舍设计的哥特式方案拥有高65米的双塔。1888年12月2日奠基，但是市议会否决了此方案，因为他们认为，这显然是要与附近的比尔森圣巴尔多禄茂主教座堂竞争。Emmanuel Klotz 在1890年提出一个新的设计，保留原来的平面规划和地基，但是将塔楼高度降低20米，创造与众不同的外观，结合浪漫主义和新文艺复兴风格，东方装饰和一个巨大的大卫之星。设计很快得到批准，建筑大师鲁道夫Štech 在1893年完成工程，造价162,138 萊茵盾。当时在比尔森的犹太人约2,000人。
这混合的风格令人眼花缭乱：俄罗斯东正教的洋葱圆顶，伊斯兰风格的天花板，明显印度风格的约柜。此犹太会堂一直使用到第二次世界大战期间纳粹占领比尔森。在战争期间此犹太会堂被用作一个储存设施，从而幸免破坏。战后，经过犹太人大屠杀人数已经锐减的犹太人收回了此犹太会堂。最后一次宗教仪式在1973年举行，随后共产政权关闭了这座犹太会堂，让其年久失修。1995-1998年进行了修复，耗资6300万捷克克朗，1998年2月11日重新开放。目前这座建筑的中央大厅用于举办音乐会，墙上举办临时摄影展览。此犹太教堂仍用于宗教崇拜，但是只是在从前的冬季祈祷室举行。目前比尔森的犹太人人数只有七十余人。  

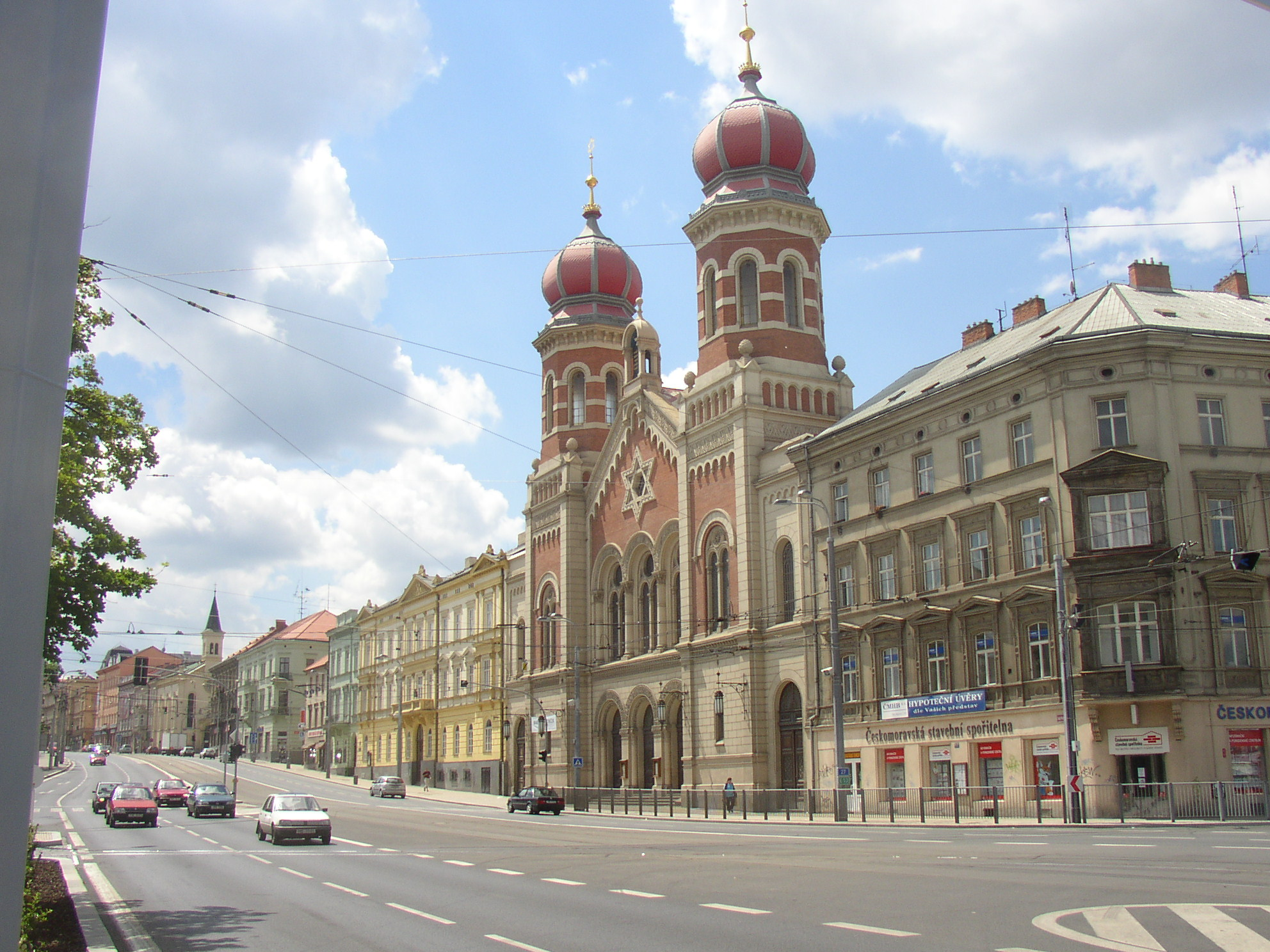
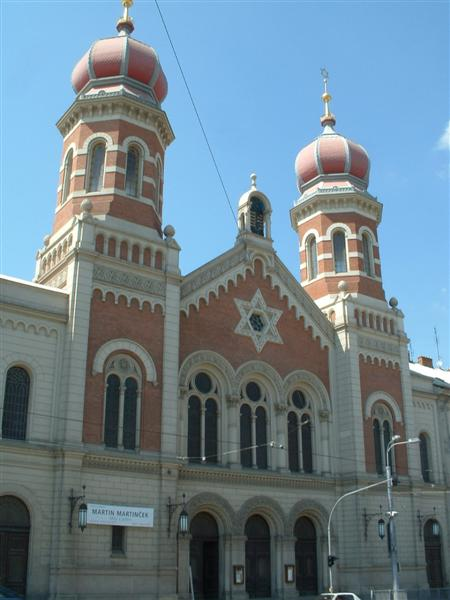